# Limba occitană

Harta Occitaniei și orașele principale

Occitana sau limba òc (occitan, lenga d'òc, cuvântul òc însemnând „da”) este o limbă romanică vorbită în partea de sud a Franței, în Italia de nord-vest (Văile Occitane și Guardia Piemontese) în Spania de nord (Vall d'Aran) și în Monaco. Spațiul lingvistic și cultural occitan se numește Occitania. Dialectele occitanei includ: auvergnat (auvernhat), gascon, languedocien (lengadocian), limousin (lemosin), provençal (provençau) și vivaro-alpin (vivaroalpenc).
Occitana este atât o limbă orală vorbită de milioane de oameni până astăzi, cât și o limbă literară folosită în artă (mai ales poezie, vedeți articolul trubadur) și administrație deja în Evul Mediu, concurând la început cu latina și mai apoi fiind ștearsă progresiv de franceză. Dispariția modului oficial de scriere a precedat cea de a uzului oral cotidian. Politica de devalorizare și represiuni față de limba occitană a pus-o pe cale de dispariție completă.
Occitana prezintă mare diversitate – sunt șase dialecte și mai multe norme literare accentuate prin coexistența mai multor versiuni de ortografie. Este o limbă de o tradiție literară foarte lungă. Nu există însă normele unificate de scriere și pronunție, așa că un vorbitor de occitană vorbește de fapt unul dintre dialectele ei.

## Etimologia numelui
Termenul „limbă òc”, alături de „limbă oïl” și „limbă si”, a fost introdus în limbile moderne de către Dante Alighieri și folosit de către el însuși pentru prima dată, atestat documentar în 1304. Òc, oïl și si sunt corespondentul lui "da" în occitană, respectiv în franceza veche și italiană.  Termenul latinesc lingua occitana a apărut în secolul XIV în textele administrative. În limba română folosirea cuvântului occitan a intrat prin intermediul limbii franceze. „Limba òc”, „occitana” și prin extindere a sensului „provensala” sunt sinonime din punctul de vedere al lingvisticii.

## Clasificare și limbi înrudite
Occitana aparține limbilor romanice și face parte din familia limbilor italice, care sunt o ramură a limbilor indo-europene.
În cadrul grupului romanic, clasificările variază după autor. Lingvistul Pierre Bec a asumat că occitana formează un grup propriu cu catalana și că grupul acesta, numit occitano-romanic, face o tranziție între grupuri mai periferice, galo-romanic și ibero-romanic, prezentând caracteristici tipice pentru ambele. În trecut totuși, mai ales din cauza unor presupuneri ideologice, s-a clasificat occitana că fiind pur galo-romanică iar catalana — pur ibero-romanică, în ciuda faptului că aceste limbi formează drept un diasistem.

## Răspândire geografică și uz real

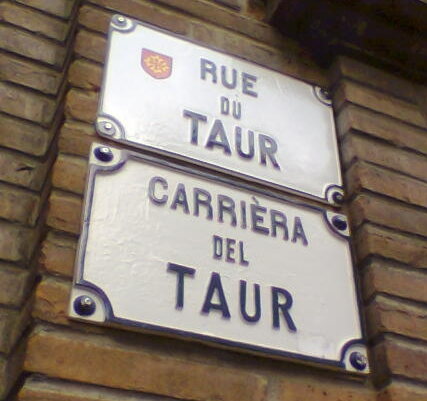
Semnele în franceză și occitană în Toulouse.

Occitana, deși își are origini în sudul Franței, a devenit acolo limba regională și minoritară, fiind aproape în întregime înlocuită cu franceza la prima jumătate a secolului XX. Procesul care a dus la această situație se numește vergonha (în traducere literară „rușine”). Conform recensământului de la 1999, în Franța sunt vreo 610.000 de vorbitori nativi de occitana, din care majoritatea este bilingvă, și mai mult ca un milion de persoane care o înțeleg. În ciuda eforturilor făcute de occitaniști pentru a reintroduce limba la tineri, numărul vorbitorilor fluenți scade.
Valea Aran, o comarca și regiune geografică a Spaniei amplasată în Catalonia este aria vorbitoare de araneză, o variantă a dialectului gascon. În 1990 dialectul acesta a fost declarat limba oficială a regiunii alături de spaniola (limba statului) și catalana (limba comunității autonome). În 2006 s-a extins acest privilegiu la întregul teritoriu catalan. Până astăzi, Aran este unicul loc în lume unde occitana se bucură de statutul de limbă oficială.
În Italia sunt două locuri în care se vorbește occitană: Văile Occitane situate în Piemont și orașul calabrez Guardia Piemontese. Limba este recunoscută oficial și are statutul de limba protejată de la 1999. Aceasta permite autorităților să o introducă în învățământ și viață publică dar numai în comune care îl doresc fără caracter obligatoriu sau sistematic.
În Monaco se vorbește occitana alături de franceză și ligură, dar nici aici această limbă nu deține vreo recunoaștere oficială.

## Istorie

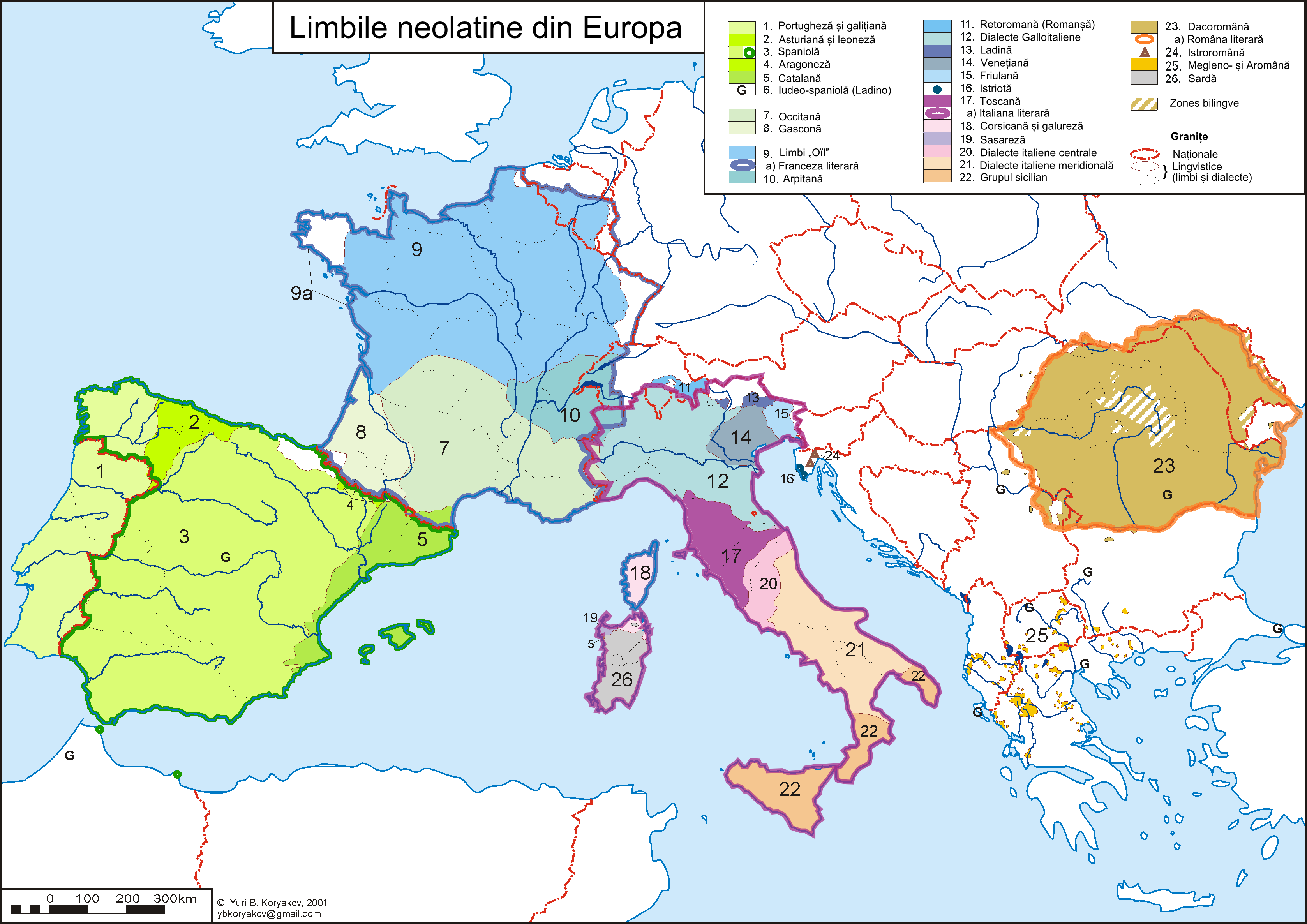
Limbile romanice

Limba occitană, ca toate alte limbi romanice, derivă de la latină vulgară, o variantă vorbită a limbii Imperiului Roman. Latina a venit în Occitania de astăzi împreună cu armatele romane într-o perioadă între 118 și 52 î.Hr. Se pare că romanizarea regiunii nu a fost uniformă – regiunile periferice aflate în Pirineii au putut fi latinizate mai târziu decât Provence și Languedoc.
Este particular interesant faptul împărțirii lingvistice ale Galiei între partea de nord – cea franceză, și cea din sud, vorbitoare de occitană. Se explică prin nivelurile de celtizare și germanizare diferite în ambele regiuni, care au dus la păstrarea unor forme latinești la sud și înlocuirea lor la nord, ceea ce a rezultat că franceza și occitana nu sunt inteligibile mutual.
Se estimează că occitana s-a născut în secolul VIII d.Hr. A fost limba majoritară a populației din așa-zisă Occitania până la începutul secolului XX. Primele atestări documentare scrise în întregime în această limbă au apărut în secolul X, dar mai înainte unele cuvinte pur occitane se arătau în textele latinești. Între secolele X și XV a fost limba dominantă în cultură, administrare și știință, concurând cu latină și depășind franceză în Galia și regiunile vecine. Perioada trubadurilor i-a dat occitanei prestigiul și recunoașterea peste toată Europa.

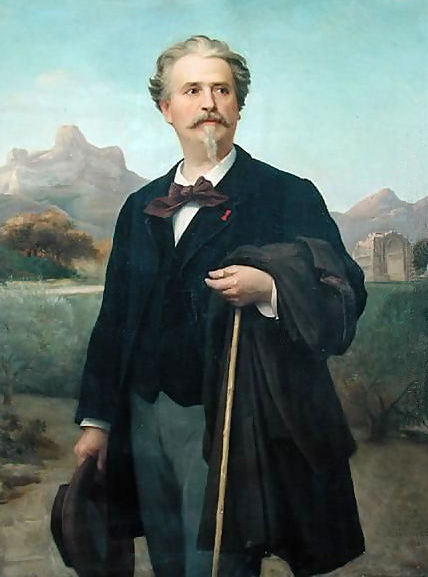
Frederic Mistral

Începând cu sfârșitul secolului XV, limba franceză intra în Occitania, fiind limba de putere politică și de prestigiu cultural mai mari decât cele ale occitanei. Astfel s-a început o perioadă de diglosie și subordonare lingvistică, franceza fiind limba administrării iar occitana poporului. Aceasta s-a intensificat în secolul XVI prin impunerea francezei și italienei ca singure limbi oficiale pe teritoriul vorbitor de occitană, împărțit între Regatul Franței și Ducatul Savoiei. Occitana a devenit limba poporului și mai a rămas să fie vorbit printre unii aristocrați (în ciuda dominației limbilor franceză și italiană) și a continuat să beneficieze de o literatură productivă. Până la Revoluția franceză, în Béarn s-a folosit occitana în actele judecătorești și parlamentare.
În ciuda dominării franceze care a atins și literatură, mulți autori au urmat să scrie în limba òc, exemple fiind: Pèir de Garròs, Pèire Godolin, Loís Bellaud, Francés de Corteta, Joan Enric de Fondevila și Joan Batista Fabre. Perioada aceasta, care s-a răspândit peste secolele 15 și 16, se numește „barocul occitan”.
După o perioadă de tăcere literară, literatura occitană s-a renăscut în secolul XIX. Limba regională a fost propagată de scriitori Jasmin și mai apoi Frederic Mistral și alții legați de mișcarea Felibritge.
Chiar dacă occitana a beneficiat de o renaștere culturală și de o mișcare de revendicare care au dat început la occitanismul de astăzi, limba recula din uzul începând cu primă jumătate a secolului XX, cedând să fie limba majoritară. Aflându-se pe cale de dispăriție, suferă de substituire lingvistică prin franceză în Franța și Monaco, prin italiană în Văile Occitane și prin spaniolă în Valea Aran.
În ciuda aceasta, mișcarea occitanistă încearcă să repopularizeze occitana și să-i redea statutul de limba vorbită. În 2005, în Carcassonne, și în 2007, în Béziers, au avut loc demonstrări populare pentru occitana, dar impactul lor a fost restrâns.

## Fonetică și fonologie

### Vocale
| | Anterioare | Semiant. | Centrale | Semipost. | Posterioare                                                                                                   |
| Închise                                                                                                 | \| [i <span style="font-weight:bold;">· y] [u] [e] [(ə)] [ɛ <span style="font-weight:bold;">· (œ)] [ɔ] [a] \| | \| [i <span style="font-weight:bold;">· y] [u] [e] [(ə)] [ɛ <span style="font-weight:bold;">· (œ)] [ɔ] [a] \| | \| [i <span style="font-weight:bold;">· y] [u] [e] [(ə)] [ɛ <span style="font-weight:bold;">· (œ)] [ɔ] [a] \| | \| [i <span style="font-weight:bold;">· y] [u] [e] [(ə)] [ɛ <span style="font-weight:bold;">· (œ)] [ɔ] [a] \| | \| [i <span style="font-weight:bold;">· y] [u] [e] [(ə)] [ɛ <span style="font-weight:bold;">· (œ)] [ɔ] [a] \| |
| | \| [i <span style="font-weight:bold;">· y] [u] [e] [(ə)] [ɛ <span style="font-weight:bold;">· (œ)] [ɔ] [a] \| | \| [i <span style="font-weight:bold;">· y] [u] [e] [(ə)] [ɛ <span style="font-weight:bold;">· (œ)] [ɔ] [a] \| | \| [i <span style="font-weight:bold;">· y] [u] [e] [(ə)] [ɛ <span style="font-weight:bold;">· (œ)] [ɔ] [a] \| | \| [i <span style="font-weight:bold;">· y] [u] [e] [(ə)] [ɛ <span style="font-weight:bold;">· (œ)] [ɔ] [a] \| | \| [i <span style="font-weight:bold;">· y] [u] [e] [(ə)] [ɛ <span style="font-weight:bold;">· (œ)] [ɔ] [a] \| |
| Semiînchise                                                                                             | \| [i <span style="font-weight:bold;">· y] [u] [e] [(ə)] [ɛ <span style="font-weight:bold;">· (œ)] [ɔ] [a] \| | \| [i <span style="font-weight:bold;">· y] [u] [e] [(ə)] [ɛ <span style="font-weight:bold;">· (œ)] [ɔ] [a] \| | \| [i <span style="font-weight:bold;">· y] [u] [e] [(ə)] [ɛ <span style="font-weight:bold;">· (œ)] [ɔ] [a] \| | \| [i <span style="font-weight:bold;">· y] [u] [e] [(ə)] [ɛ <span style="font-weight:bold;">· (œ)] [ɔ] [a] \| | \| [i <span style="font-weight:bold;">· y] [u] [e] [(ə)] [ɛ <span style="font-weight:bold;">· (œ)] [ɔ] [a] \| |
| Mijlocii                                                                                                | \| [i <span style="font-weight:bold;">· y] [u] [e] [(ə)] [ɛ <span style="font-weight:bold;">· (œ)] [ɔ] [a] \| | \| [i <span style="font-weight:bold;">· y] [u] [e] [(ə)] [ɛ <span style="font-weight:bold;">· (œ)] [ɔ] [a] \| | \| [i <span style="font-weight:bold;">· y] [u] [e] [(ə)] [ɛ <span style="font-weight:bold;">· (œ)] [ɔ] [a] \| | \| [i <span style="font-weight:bold;">· y] [u] [e] [(ə)] [ɛ <span style="font-weight:bold;">· (œ)] [ɔ] [a] \| | \| [i <span style="font-weight:bold;">· y] [u] [e] [(ə)] [ɛ <span style="font-weight:bold;">· (œ)] [ɔ] [a] \| |
| Semideschise                                                                                            | \| [i <span style="font-weight:bold;">· y] [u] [e] [(ə)] [ɛ <span style="font-weight:bold;">· (œ)] [ɔ] [a] \| | \| [i <span style="font-weight:bold;">· y] [u] [e] [(ə)] [ɛ <span style="font-weight:bold;">· (œ)] [ɔ] [a] \| | \| [i <span style="font-weight:bold;">· y] [u] [e] [(ə)] [ɛ <span style="font-weight:bold;">· (œ)] [ɔ] [a] \| | \| [i <span style="font-weight:bold;">· y] [u] [e] [(ə)] [ɛ <span style="font-weight:bold;">· (œ)] [ɔ] [a] \| | \| [i <span style="font-weight:bold;">· y] [u] [e] [(ə)] [ɛ <span style="font-weight:bold;">· (œ)] [ɔ] [a] \| |
| | \| [i <span style="font-weight:bold;">· y] [u] [e] [(ə)] [ɛ <span style="font-weight:bold;">· (œ)] [ɔ] [a] \| | \| [i <span style="font-weight:bold;">· y] [u] [e] [(ə)] [ɛ <span style="font-weight:bold;">· (œ)] [ɔ] [a] \| | \| [i <span style="font-weight:bold;">· y] [u] [e] [(ə)] [ɛ <span style="font-weight:bold;">· (œ)] [ɔ] [a] \| | \| [i <span style="font-weight:bold;">· y] [u] [e] [(ə)] [ɛ <span style="font-weight:bold;">· (œ)] [ɔ] [a] \| | \| [i <span style="font-weight:bold;">· y] [u] [e] [(ə)] [ɛ <span style="font-weight:bold;">· (œ)] [ɔ] [a] \| |
| Deschise                                                                                                | \| [i <span style="font-weight:bold;">· y] [u] [e] [(ə)] [ɛ <span style="font-weight:bold;">· (œ)] [ɔ] [a] \| | \| [i <span style="font-weight:bold;">· y] [u] [e] [(ə)] [ɛ <span style="font-weight:bold;">· (œ)] [ɔ] [a] \| | \| [i <span style="font-weight:bold;">· y] [u] [e] [(ə)] [ɛ <span style="font-weight:bold;">· (œ)] [ɔ] [a] \| | \| [i <span style="font-weight:bold;">· y] [u] [e] [(ə)] [ɛ <span style="font-weight:bold;">· (œ)] [ɔ] [a] \| | \| [i <span style="font-weight:bold;">· y] [u] [e] [(ə)] [ɛ <span style="font-weight:bold;">· (œ)] [ɔ] [a] \| |
| [i <span style="font-weight:bold;">· y] [u] [e] [(ə)] [ɛ <span style="font-weight:bold;">· (œ)] [ɔ] [a] | | | | | |

În occitana sunt șapte vocale de circulație generală și mai două foneme care apar numai în dialecte. Sistemul vocalic al limbii cunoaște procesul de alternanță. În poziții atone, vocalele mai deschise /[ɛ]/ și /[ɔ]/ se închid schimbând în /[e]/ respectiv /[u]/. Lucrul asemănător are loc, printre alte, și în catalană, italiană și portugheză.

### Consoane
|              | Labiale | Labiale  | Dentale și alveolare | Dentale și alveolare | Palatale | Palatale | Velare | Velare |
| Surde        | Sonore  | Surde    | Sonore               | Surde                | Sonore   | Surde    | Sonore |        |
| ------------ | ------- | -------- | -------------------- | -------------------- | -------- | -------- | ------ | ------ |
| Oclusive     | /p/     | /b/      | /t/                  | /d/                  |          |          | /k/    | /g/    |
| Fricative    | /f/     | [(/v/)]  | /s/                  | /z/                  | [(/ʃ/)]  |          |        |        |
| Africate     |         |          | /ts/                 | [(/dz/)]             | /tʃ/     | /dʒ/     |        |        |
| Nazale       |         | /m/      |                      | /n/                  |          | /ɲ/      |        |        |
| Laterale     |         |          |                      | /l/                  |          | /ʎ/      |        |        |
| Vibrante     |         |          |                      | /r/                  |          |          |        |        |
| Bătute       |         |          |                      | /ɾ/                  |          |          |        |        |
| Semiconsoane |         | /w/, /ɥ/ |                      |                      |          | /j/      |        |        |

Sistemul consonantic al limbii occitane este bogat în sunete. Se disting douăzeci și cinci de sunete de circulație generală (listate în tabelul de mai sus) și mai trei foneme care apar numai regional (/ʀ/, /h/ și /ʒ/). În plus, unele dialecte nu fac diferență între fonemele /b/ și /v/, ceea ce se întâmplă și în limba catalană și limba spaniolă. Occitana gasconă este unică limbă dezvoltată de latină care a reținut sunetul /h/, redezvoltându-l în cuvinte moștenite (/h/ românesc a apărut în sistemul fonetic al limbii din cauza influențelor externe).

### Accent
Accentul în occitană clasică poate cădea pe ultimă sau penultimă silabă a cuvântului. În plus, în dialectele niçard și vivaro-alpin apar cuvintele proparoxitone, dar sunt foarte rare.

## Lexic
Dicționarul uzual de occitan cuprinde între 50.000 și 60.000 de cuvinte, numărul comparabil cu franceză, dar mai se poate atinge cantități atât de mari ca 450.000, ceea ce se poate compara cu bogăția lexicului englez. Revista franceză Géo afirmă că literatura anglo-americană poate fi tradusă mai ușor în occitană decât în franceză.
Lexicul este deseori foarte prolific din cauza diversității dialectale mari ale limbii. Sinonimia bogată are loc în special în domeniul agriculturii și vieții rurale. 